# Ludovic Bonleux
Ludovic Bonleux (Arcachon, Francia, 29 de junio de 1974) es un director de cine francés.

## Biografía
Después de estudios de historia en Burdeos, Francia, Ludovic Bonleux se mudó a México dónde ha dirigido varios documentales sobre temas sociales.

## Filmografía
- El crimen de Zacarías Barrientos (2008)
- U.S. Caravana  (2012)
- Acuérdate de Acapulco (2013)
- Guerrero (2018)
- ¿Por qué los matas? (2018)
- Toshkua (2022)

## Distinciones
- «Premio del público» (festival Zanate, México, 2017)
- «Best social justice documentary» (Santa Barbara Film Festival, USA, 2018)
- «Diosa de Plata mejor documental» (Pecime, México, 2018)
- «Mejor cortometraje nacional» (festival Doqumenta Querétaro, 2019)
- «Mejor documental categoría movimientos sociales» (festival Voces contra el silencio, México, 2020)
- «Best documentary» (International Ethno Film Festival The Heart of Slavonia, Croatia, 2020)